# Rosenslemskivling
Rosenslemskivling (Gomphidius roseus) är en svampart som först beskrevs av Elias Fries, och fick sitt nu gällande namn av Elias Fries 1838. Rosenslemskivling ingår i släktet Gomphidius och familjen Gomphidiaceae.  Arten är reproducerande i Sverige. Inga underarter finns listade i Catalogue of Life.

## Källor

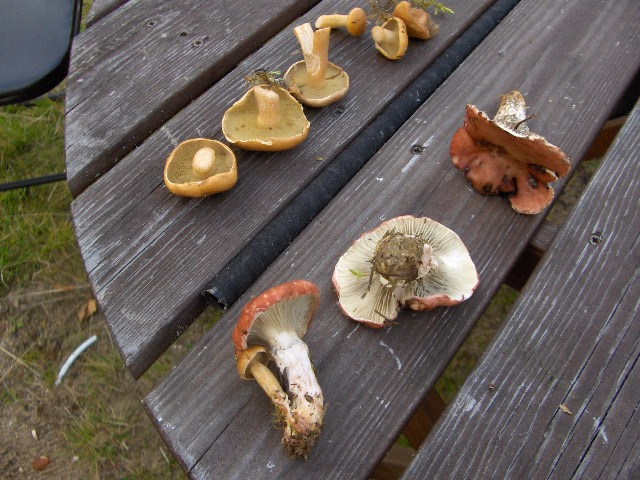